# Collegio uninominale Emilia-Romagna - 05 (Camera dei deputati 2017)
Il collegio elettorale uninominale Emilia-Romagna - 05 è stato un collegio elettorale uninominale della Repubblica Italiana per l'elezione della Camera dei deputati tra il 2017 ed il 2022.

## Territorio
Come previsto dalla legge elettorale italiana del 2017, il collegio era stato definito tramite decreto legislativo all'interno della circoscrizione Emilia-Romagna.
Era formato dal territorio di 21 comuni: Anzola dell'Emilia, Argelato, Baricella, Bentivoglio, Budrio, Calderara di Reno, Castel Maggiore, Castello d'Argile, Castenaso, Crevalcore, Galliera, Granarolo dell'Emilia, Malalbergo, Minerbio, Molinella, Pieve di Cento, Sala Bolognese, San Giorgio di Piano, San Giovanni in Persiceto, San Pietro in Casale e Sant'Agata Bolognese.
Il collegio era quindi interamente compreso nella città metropolitana di Bologna.
Il collegio era parte del collegio plurinominale Emilia-Romagna - 03.

## Eletti
| Elezione | Elezione | Deputato           | Partito             |
| -------- | -------- | ------------------ | ------------------- |
|          | 2018     | Francesco Critelli | Partito Democratico |

## Dati elettorali

### XVIII legislatura
Come previsto dalla legge elettorale, 232 deputati erano eletti con sistema a maggioranza relativa in altrettanti collegi uninominali a turno unico.
| Candidati              | Candidati                    | Voti    | %     | Liste                           | Voti    | %     |
| ---------------------- | ---------------------------- | ------- | ----- | ------------------------------- | ------- | ----- |
|                        | Francesco Critelli ✔️ Eletto | 46 528  | 32,15 | Partito Democratico             | 40 949  | 28,30 |
| +Europa                | Francesco Critelli ✔️ Eletto | 46 528  | 32,15 | 3 721                           | 2,57    |       |
| Italia Europa Insieme  | Francesco Critelli ✔️ Eletto | 46 528  | 32,15 | 1 198                           | 0,83    |       |
| Civica Popolare        | Francesco Critelli ✔️ Eletto | 46 528  | 32,15 | 650                             | 0,45    |       |
|                        | Giuseppe Vicinelli           | 43 651  | 30,16 | Lega                            | 25 647  | 17,72 |
| Forza Italia           | Giuseppe Vicinelli           | 43 651  | 30,16 | 12 987                          | 8,97    |       |
| Fratelli d'Italia      | Giuseppe Vicinelli           | 43 651  | 30,16 | 4 367                           | 3,02    |       |
| Noi con l'Italia - UDC | Giuseppe Vicinelli           | 43 651  | 30,16 | 650                             | 0,45    |       |
|                        | Davide De Matteis            | 41 774  | 28,87 | Movimento 5 Stelle              | 41 774  | 28,87 |
|                        | Marco Macciantelli           | 7 377   | 5,10  | Liberi e Uguali                 | 7 377   | 5,10  |
|                        | Claudia Candeloro            | 1 348   | 0,93  | Potere al Popolo!               | 1 348   | 0,93  |
|                        | Rita Passaniti               | 1 215   | 0,84  | Partito Comunista               | 1 215   | 0,84  |
|                        | Ivan Vancini                 | 856     | 0,59  | CasaPound                       | 856     | 0,59  |
|                        | Marco Dall'Olio              | 841     | 0,58  | Il Popolo della Famiglia        | 841     | 0,58  |
|                        | Marusca Malavasi             | 688     | 0,48  | Italia agli Italiani            | 688     | 0,48  |
|                        | Laura Minadeo                | 276     | 0,19  | Per una Sinistra Rivoluzionaria | 276     | 0,19  |
|                        | Luciano Ranieri              | 158     | 0,11  | PRI - ALA                       | 158     | 0,11  |
| Totale                 | Totale                       | 144 712 | 100   |                                 | 144 712 | 100   |
|                        |                              |         |       |                                 |         |       |
| Voti non validi        | Voti non validi              | 4 367   | 2,93  |                                 |         |       |
| Votanti                | Votanti                      | 149 079 | 81,11 |                                 |         |       |
| Elettori               | Elettori                     | 183 807 |       |                                 |         |       |